# Iris Kroes
Iris Kroes (Drachten, 11 november 1992) is een Nederlandse zangeres en harpiste. Ze was de winnares van het tweede seizoen van het televisieprogramma The voice of Holland.

## Biografie
Kroes was voor haar deelname aan The voice of Holland al jaren actief als zangeres en harpiste. Ze vormde daarnaast een duo met gitarist Pieter Veenstra. In de laatste jaren begeleidde ze zichzelf tijdens het zingen op de harp. Ze studeerde HBO Communicatie aan de Hanzehogeschool Groningen. Ze haalde haar propedeuse, maar maakte de opleiding niet af vanwege de gevolgen van het winnen van The voice.

## Carrière

### Voor 'The voice of Holland'
Voor Kroes meedeed aan de talentenjacht vormde ze een muzikaal duo met Pieter Veenstra. Ze maakten tweestemmige muziek onder begeleiding van gitaarspel van Veenstra. Kroes zong ook als solist met orkesten, waaronder in mei 2009 met het Noordpool orkest.

### The voice of Holland
De 'Blind Audition' van Kroes was te zien in de tweede aflevering van The voice of Holland. Ze zong 'Someone Like You' van Adele en begeleidde zichzelf op een harp. Alle coaches (Marco Borsato, Angela Groothuizen, Nick en Simon en VanVelzen) draaiden binnen 15 seconden hun stoel om. Kroes koos Borsato als coach. In de 'Battle' versloeg ze haar tegenstander Miguel van Dillenburg. Ze zongen daarin 'Set Fire to the Rain', van diezelfde Adele. Borsato nam haar vervolgens mee naar de liveshows. In de kwartfinale stond ze voor het eerst in 'The Sing Off', die ze won van haar teamgenoot Bart Brandjes. In de halve finale kreeg Kroes meer stemmen dan haar teamgenoot Sharon Doorson, waardoor ze de finale bereikte. Daarin zong Kroes onder meer een duet met Birdy, waarmee ze op 20 januari 2012 de talentenjacht won.
Tijdens haar deelname aan The voice of Holland scoorde Kroes haar eerste Single Top 100-notering op 17 december 2011. Haar versie van het nummer Foolish Games, bereikte de 79ste positie en bleef één week genoteerd. Net voor de finale van The Voice op 20 januari werd bekend dat Kroes dubbel genoteerd stond in de Single Top 100. Haar cover van Nothing Else Matters kwam binnen op de zestiende plaats, terwijl haar cover en tevens debuutsingle, I Can't Make You Love Me, op nummer drie binnenkwam in de Single Top 100. Ook debuteerde Kroes met haar eerste officiële single in de Nederlandse Top 40, waar het nummer op de 29ste plaats binnenkwam en de Tipparade oversloeg. In maart volgde Just More. Dit nummer kwam tot de tipparade.

### Na 'The voice of Holland'
Na haar overwinning bracht Kroes haar debuutalbum FIRST uit, dat bestaat uit een verzameling van nieuwe en oude (TVOH-)nummers. Twee nummers op het album heeft ze zelf geschreven. Het album behaalde de vierde positie in de albumchart, waar het zes weken standhield. Op 27 maart 2012 ontving Kroes de 'Dutch Harp Award' tijdens het radioprogramma GIEL van Giel Beelen op 3FM. Ook ging Kroes in 2012 mee op tournee met haar voormalig coach Marco Borsato, waardoor ze onder meer twee keer in het Ziggo Dome optrad. Begin 2013 bracht Kroes de Friestalige single Thús uit. Bij de opening van het Fries Museum in september 2013 zong Kroes voor koningin Beatrix een lied dat speciaal voor de opening was geschreven. Vanaf augustus was Kroes te zien in het tv-programma Atlas van de AVRO. Kroes werkt sinds november 2013 af en toe bij cruiseline Holland America Line als Guest Entertainer.
Kroes bracht op 15 januari 2014 de single Never coming back uit. Daarna toerde ze door Nederlandse theaters met haar programma Thús. Hiervan maakten onder meer haar harp en een strijkersensemble uit het Noordpool orkest deel uit. Van het nummer "Never coming back" is een videoclip opgenomen in de omgeving van Valletta, de hoofdstad van Malta en samen met Leeuwarden de Culturele Hoofdstad van 2018. "Never coming back" staat ook op de in eigen beheer uitgebrachte ep "It will come in time". Op deze ep staan ook de nummers "It will come in Time, "The Suit" en "Off Roses".
In mei 2014 kwam de door haar geschreven titelsong van de film Stuk van regisseur Steven de Jong uit. Tijdens de 4 en 5 mei viering in 2014 in Leeuwarden speelde Iris twee versies van het zelfgeschreven Pass it on. Op 23 juli 2014 speelde Kroes het nummer I still cry, geschreven door Julie Miller, tijdens de nationale herdenkingsdienst "Verbonden in Verdriet" in de Sint Joriskerk te Amersfoort, naar aanleiding van de ramp met de MH-17. Deze live tv-registratie werd door CNN gebruikt als achtergrond voor een wereldwijd veel bekeken korte samenvatting van deze dag in juli.
Op 11 november 2015 was de release van haar kerstalbum "Christmas Feelings", gevolgd door een zestal Kerstconcerten. Op 10 januari 2016 was de eerste try-out van haar Theatertour 2016 genaamd "Irisistible" met de première op 22 januari in het Posthuis Theater in Heerenveen. De laatste theatershow is in Schouwburg De Lawei te Drachten op 29 april 2016.
Kroes bracht op 21 april 2016, geschreven met en door componist Reinout Douma haar single Out of my league uit.
Sinds 2017 ontdekte Iris haar talenten in songwritingcamps. Na schrijfkampen in Las Negras Spanje, organiseerde Kroes ook haar eigen songwritingcamps. In 2018 leidde dat tot het uitbrengen van veel nieuwe muziek. Zo schreef Kroes, samen met songwriters Henk Pool & Heleen Roosdorp het tweetalige lied 'Surrounded by Water', opgenomen met de bekende Friese brassband De Bazuin uit Oenkerk. Dit lied is speciaal geschreven voor de culturele hoofdstad van Europa in 2018, Leeuwarden. Ook ging Kroes naar Zuid-Korea, de Olympische Winterspelen PyeongChang 2018, om daar speciaal geschreven song 'Go For Gold' te performen. Verder bracht zij in 2018 nog de friese ballad 'Fjoer yn mij' en de song 'Moving on out' uit. Dit deed Kroes allemaal in eigen beheer.
De singles 'The Most' & 'Stone Cold Heart' schreef Kroes op de songwritingcamps met verschillende internationale succesvolle songwriters. November 2019 bracht zij haar ep 'No Fire' uit in eigen beheer, met haar nieuwe muziek heeft ze met band een aantal concerten gedaan door het land.
Kroes tourt al sinds 2013 met haar eigen show als guest entertainer in de theaters van cruiseschepen in en rondom Noord-Europa, maar in 2020 is Iris Kroes begonnen met de #Iriscruise WorldTour over de hele wereld.
April 2020 bracht Kroes, samen met zangeres Heleen Roosdorp, de eerste Nederlandse 8D-track 'Brighter Day' uit. Hiermee werd veel Nederlandse pers gehaald.
Eind 2020 schreef Kroes het nummer Dare to be you, geschreven voor het platform 'Inspireer de wereld' voor het afval- en energiebedrijf Omrin.

## Discografie

### Albums
| Album met eventuele hitnotering(en) in de Nederlandse Album Top 100 | Datum van verschijnen | Datum van binnenkomst | Hoogste positie | Aantal weken | Opmerkingen |
| ------------------------------------------------------------------- | --------------------- | --------------------- | --------------- | ------------ | ----------- |
| First                                                               | 2012                  | 01-09-2012            | 4               | 6            |             |

### Singles
| Single met eventuele hitnotering(en) in de Nederlandse Top 40 | Datum van verschijnen | Datum van binnenkomst | Hoogste positie | Aantal weken | Opmerkingen                                                                 |
| ------------------------------------------------------------- | --------------------- | --------------------- | --------------- | ------------ | --------------------------------------------------------------------------- |
| Foolish games                                                 | 09-12-2011            | -                     |                 |              | Nr. 76 in de Single Top 100                                                 |
| Listen to your heart                                          | 23-12-2011            | -                     |                 |              | Nr. 83 in de Single Top 100                                                 |
| When love takes over                                          | 07-01-2012            | -                     |                 |              | Nr. 100 in de Single Top 100                                                |
| Nothing else matters                                          | 13-01-2012            | -                     |                 |              | Nr. 16 in de Single Top 100                                                 |
| I can’t make you love me                                      | 13-01-2012            | 21-01-2012            | 6               | 4            | Nr. 3 in de Single Top 100                                                  |
| Just more                                                     | 2012                  | 10-03-2012            | tip17           | -            | Nr. 35 in de Single Top 100                                                 |
| Koningslied                                                   | 19-04-2013            | 27-04-2013            | 2               | 4            | als onderdeel van Nationaal Comité Inhuldiging / Nr. 1 in de Single Top 100 |

| Single met hitnotering(en) in de Vlaamse Ultratop 50 | Datum van verschijnen | Datum van binnenkomst | Hoogste positie | Aantal weken | Opmerkingen                                    |
| ---------------------------------------------------- | --------------------- | --------------------- | --------------- | ------------ | ---------------------------------------------- |
| Koningslied                                          | 2013                  | 11-05-2013            | 41              | 1            | als onderdeel van Nationaal Comité Inhuldiging |

## Trivia
- In seizoen 2 was Kroes in The voice of Holland te zien. Ze zat in het team van Marco Borsato.
- Kroes was te zien in het avonturenprogramma Atlas van AVRO
- Ze is een van de ambassadrices van Culturele Hoofdstad 2018 (Leeuwarden)